# よゆう酌々
『よゆう酌々』（よゆうしゃくしゃく）は、辻灯子による日本の4コマ漫画作品。

## 概要
『まんがタイムオリジナル』（芳文社）2010年5月号より2015年6月号まで連載。同社刊の『まんがホーム』2011年9月号に同じ作者のただいま独身中とのコラボマンガが掲載される。
バツイチのうえ失職してしまった主人公が、目玉焼きすら満足に調理できないのに小料理屋の女将になってしまうというドタバタコメディ。
作者本人は料理は苦手で担当編集者にたよりっぱなしの模様（コミックス1巻の後書きより）

## 舞台
みもり
とある寂れた商店街にあるこぢんまりとした小料理屋。店舗兼住宅で主人公はここの2階で一人暮らし。主人公の祖母以来50年続いているので建て付けが悪い。
主人公の祖母が焼鳥屋として開業し、娘の怜（主人公の母）が2代目として跡を継いだ際に焼鳥屋から小料理屋に業転した。そのため、怜は優が3代目を継ぐにあたり、自分が築き上げた伝統を受け継ぐ必要は無く、優が自分で独自に発展させてほしいとしている。

## 登場人物
三森 優（みもり ゆう）
本編の主人公。バツイチ。同時に職を失う。しかも蓄えがないため、小料理屋を営む母親に養ってもらおうと出戻りするが、当てがはずれてしまい、しかも自分が潰れかけた小料理屋「みもり」を引き継ぐ羽目になってしまう。
喫煙家で酒豪（日本酒ならば八合はいける）。料理をはじめ家事全般ダメ。結婚当時はダンナから「頼むから何もするな」と言われ、家事全般は義母がやっていた。一人暮らしになっても部屋は散らかし放題で、定休日に遊びに来た後輩の森永に「女も休んでいるのか」と言われる始末。20年前に料理をしようとしてボヤ騒ぎになったのは今でも隣近所で語りぐさとなっている。（本人は「濡れ雑巾5枚で消えたからたいしたこと無かった」と言っている）それ以来一人で火を使うことは禁止になっていた模様。
反面、記憶力がよく気が回るのと人妻（元）ということから色気がにじみ出ているのか、客の評判はおおむね良好。とくに酒をおごってもらうと役職までおぼえてしまう。得意な物はパズル。くじ運が強く、雑誌の懸賞、宝くじなどけっこう当てている。高校時代はソフトボール部に所属しておりレフトで5番。食い意地が張っているので,つまみ食いをしては板前の戸田（後述）から怒られる。料理はできないが売上に貢献しようと他の繁盛店を参考にしてPOPやサインボードを自作するなど努力している模様。少しでも料理を知ってもらおうと戸田から賄いを強制的に作らされていたが食材のムダになるので今は作ってない。
戸田 篤志（とだ あつし）
「みもり」の板前。高身長でイケメン、なおかつ料理の腕は祖父譲りで確か。腕に自信があるのか他人を見下すような態度が時々見られる。実家は割烹だったがその祖父が他界したため廃業。以前修行していた店では人間関係に苦労していた模様。後述の三森 怜に連れてこられたのだが彼女との関係は不明。兄夫婦と同居中。趣味は釣りと至って地味。無愛想なので接客には向いていないのだが女性客には好評。最近は自分でも判ってきたのか女性客に高価な料理を薦めて客単価アップに貢献している。
ちゃらんぽらんな女将、優にあきれつつも「みもり」の味を出そうと常に精進している。引き抜きの話もあったが断っている。
三森 怜（みもり れい）
「みもり」の前女将。優の母親。夫には先立たれている。突然再婚（しかも国際結婚）したり、花見をするため何も連絡もせずに突然帰国したりするなど、行動が突拍子もないため常に周囲を振り回すが優に「みもり」を継がせるとき予め板前を用意したり、店を改装したりと用意周到な面もある。
以前は女将兼板前として彼女一人で「みもり」を切り盛りしていたが、和食の店でありながらドイツの家庭料理を出すなど結構アバウトだった模様。彼女の母親の代は居酒屋で小料理屋は怜の時代から。優たちが「みもり」を引き継ぐ際、旧「みもり」のレシピがないのは「新しい『みもり』を作ってもらいたい為」とは建前で「常連さんを引き継がず、店をつくっていく苦労を他の誰かにも味わわせたかった」らしい。
升田 粧子（ますだ しょうこ）
出入りの酒屋の娘。威勢と気っぷの良さで生きている。優の地元の先輩だが幼なじみのためタメ口。地元愛が強く、地域の活性化にも奮闘中。料理の腕は優と同レベルの模様。
森永（もりなが）
優が高校時代に所属していたソフトボール部の後輩。ポジションはピッチャー。OL。戸田に一目惚れし「みもり」にあしげく通う。他の2人とは違い料理はできる（戸田に言わせると「女将さんと比較すれば『神降臨』」らしい）。また戸田の引き抜き事件の発端でもある。横浜在住。
橋本 みかげ（はしもと みかげ）
割烹「渡月 別館」の女将。戸田を引き抜こうとしたが断られる。食い道楽。
魚吉
魚の中卸し。職人気質で面倒見がいい。勉強熱心な戸田を気に入ってる模様。
ブロンコ
怜の再婚相手。オーストラリア人。片言の日本語を話す。

## 単行本
- 辻灯子 『よゆう酌々』 芳文社〈まんがタイムコミックス〉、全4巻
  1. 2011年9月22日第1刷発行（2011年9月7日発売）、ISBN 978-4-8322-5002-4
  2. 2013年2月22日第1刷発行（2013年2月7日発売）、ISBN 978-4-8322-5156-4
  3. 2014年3月21日第1刷発行（2014年3月6日発売）、ISBN 978-4-8322-5271-4
  4. 2015年6月20日第1刷発行（2015年6月5日発売）、ISBN 978-4-8322-5391-9

## 備考
本作は作者の別作『敗者復活戦!』と同じ世界観である。『敗者復活戦!』の作中で優と戸田が「ゆかし堂書店」に来店するシーンが何度か描かれているほか、升田粧子も田邑月穂と顔馴染みかつ呑み友達である。また『敗者復活戦!』の作中での説明などから、両作の店舗は同じ商店街に所在する設定であることが明らかになっている。